# 李靖

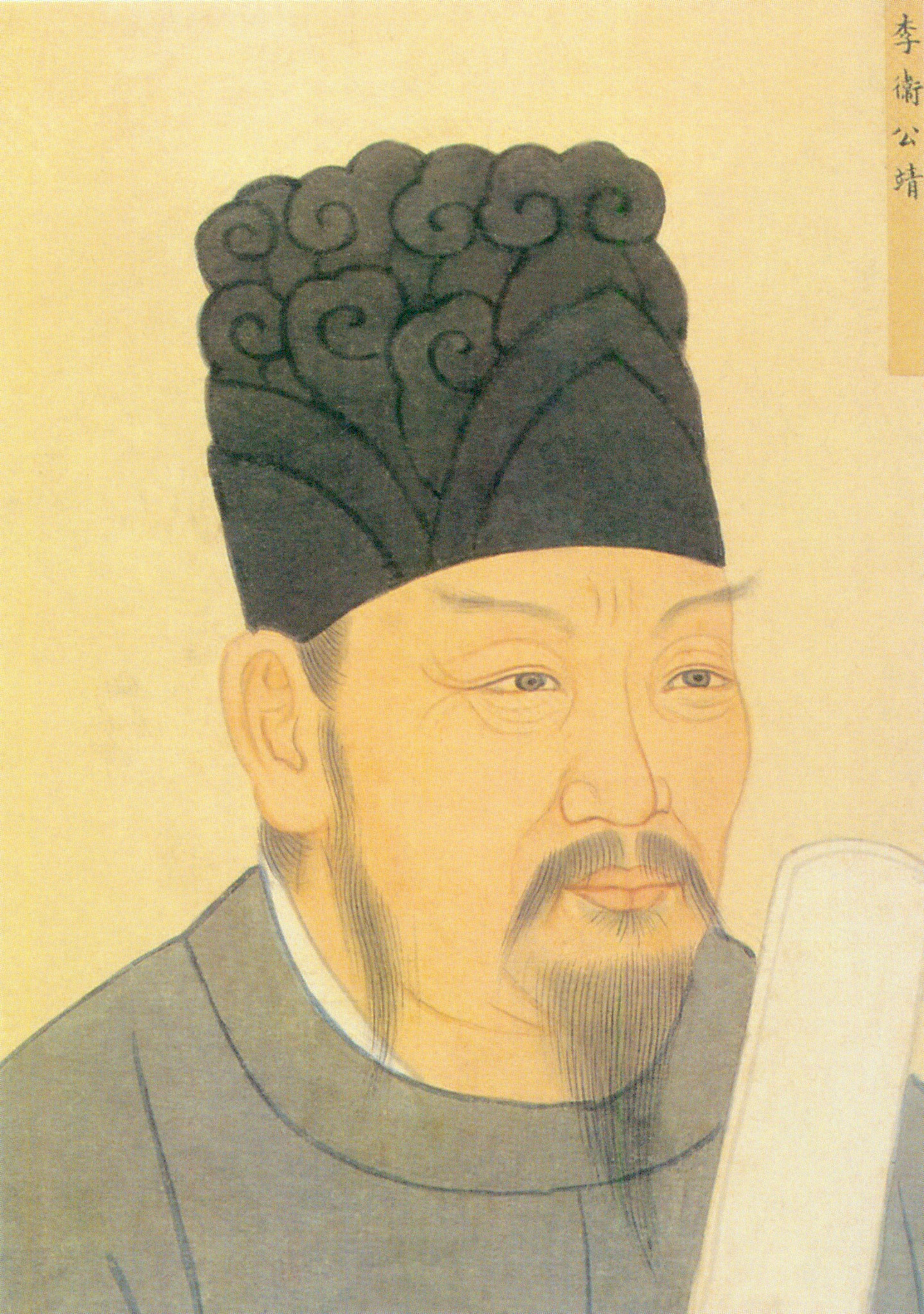
李靖・『清宮殿蔵本』より

李 靖（り せい、拼音: Lǐ Jìng、天和6年（571年） - 貞観23年5月18日（649年7月2日））は、中国の唐の太宗に仕えた軍人・政治家。李勣とともに初唐の名将として知られ、突厥征伐などで戦功を挙げた。もとの名は薬師。衛公に封じられた。李靖と太宗の対話は『李衛公問対』という書物にまとめられ、兵法書として高い評価を受けている。

## 略歴

### 李世民の幕僚となる
京兆郡三原県（現在の陝西省咸陽市三原県）の出身。本貫は隴西郡（現在の甘粛省南東部）。
隋の高官の一族の出身。曾祖父は李懽。祖父は李崇義。父は李詮。兄は李端（李薬王）。弟は李敳・李客師・李正明。子は李徳謇・李徳奨。母の兄弟の韓擒虎は文帝に仕えた将軍であった。科挙に合格して役人となって地方長官を務めたが、韓擒虎の影響を受けて兵法の研究に熱中したという。
煬帝の代になると天下が乱れ、各地で反乱が起きるようになったが、李靖は隋王室に対する忠誠心を失うことはなかった。直属の上司の李淵が謀反を企んでいることを知ると、江都に巡遊中の煬帝に直接知らせに行こうとしたが、李淵も計画の漏洩を警戒していたため、なかなか抜け出す隙を見出せなかった。そこで李靖は江都に移送される囚人に紛れて抜け出そうとしたが、計画は露見して李淵の下に引き出された。
すぐさま処刑しようとする李淵に対して李靖は国士無双と称した前漢の韓信を引き合いにして「貴公は挙兵して天下のために暴虐を除いて民を安らげて、大事を成し遂げようとしているが、何のために私怨によって忠臣・義士を殺すのか」と問いかけた。このとき傍らにいた李世民（後の太宗）はこれを聞いて喜び、父に李靖の助命を嘆願して、以後配下に加えた。
李靖は李世民の強力な幕僚として付き従い、隋が崩壊した後の統一戦争において様々な献策を行った。王世充との戦いで武功を挙げたことで李靖の武将としての名声は高まり、唐の中国統一における大きな障害であった江南の蕭銑との戦いでは全権を任されるほどであった。

### 突厥征伐
貞観3年（629年）、李世民が帝位を継ぐと、唐の北辺を脅かす突厥に対抗するために、5万の兵とともに李靖を派遣した。李靖は突厥の状況を素早く把握すると、配下の張公謹に軍団の指揮を預け、自らは騎兵3千を率いて雪に埋もれた突厥の陣地を襲撃した。突厥の頡利可汗は李靖の英名を知っていたので、その突然の出現に色を失い、陣を捨てて撤退した。さらに李靖は頡利可汗の配下の康蘇密の元に使者を送って離間策を用い、さしたる損害もなく康蘇密を降伏させることにも成功する。頡利可汗はこれによって更に多くの領土を放棄して奥地へと引き込み、長安に使者を送って唐に恭順を誓う姿勢を示した。
太宗はこれに喜んで、李靖を長安に呼び戻してねぎらい、あわせて李靖に突厥に対する外交を担う全権を与えた。李靖は頡利可汗の使者をもてなして降伏を受け入れるかのように見せかけながら軍備を整えると、躊躇う同僚の李勣を説得して騎兵1万に20日分の食料を持たせただけで突厥の本拠地に向かって出撃した。使者からの報告で油断していた突厥軍は為すすべもなく破られ、頡利可汗とその一族は捕らえられ、頡利可汗の妻で隋の宗室である義成公主を処刑した。これによって突厥は滅亡し、以降の数十年間は唐の北部国境では戦争がなかった。

### 吐谷渾征伐
貞観8年（634年）、今度は西部の吐谷渾が唐に背き、使者を監禁して攻め込んできた。太宗は李靖を当代一の戦上手と一目置いていたが、老齢であるので別の将軍を任用しようと思っていた。これを聞いた李靖は自ら志願して吐谷渾討伐へと赴き、数万の兵を率いて五箇所から同時に侵攻した。
吐谷渾の伏允は李靖を警戒して撤退し、草地を焼き払って馬の飼料をなくす焦土戦術を取った。諸将はこれを見て進撃の難しさを知り、次の年に草が生えるのを待ってから再度進撃することを勧めた。しかし李靖は、草が生え代わるのは遊牧民族である吐谷渾にとっても有利であり、勝機があるのは敵軍が敗走に動揺している今しかないと言って追撃を指示した。
全軍は餓えに苦しみながらも進撃し、伏允は部下に殺され、吐谷渾は滅びた。後に太宗はこの時に李靖が捕らえた伏允の嫡子を西平郡王に取り立てて、祖国に復活させたため、西部国境においても長らく平和が保たれた。
晩年においても太宗の絶大な信頼は微塵も揺るがず、宰相を務めるなどして終わりを全うした。

## 李靖の戦術
常勝を誇った李靖の戦術の基本は、騎兵の機動力に依存した長距離奇襲戦法であった。敵の思いもよらない方角から攻め込んで混乱させ、敵が逃げる方向を正確に予測して伏兵を置き、挟撃して殲滅するという戦法によって、李靖は味方の兵が敵より少ない場合でも常に勝利を収めた。その鮮やかな勝ち方から、中国では李靖をして史上最高の名将とする書籍が多い。
この戦法は、馬の運用に長けた遊牧民族との戦いにおいても有効であった。遊牧民族の戦法は、機動力に優れた馬上から相手との距離を一定に保ちつつ弓を射掛けるというものであったため（パルティアンショット）、敵陣に切り込めば案外たやすく退却することが多かったからである。とはいえ、敵の逃走する方角を正確に予測する李靖の戦略眼は、同時代においては突出していたと言える。
この機動力に重点を置く李靖の兵法は『李靖兵法』などの書物にまとめられ、後世の兵法の発展に絶大な影響を与えた。中でも『李衛公問対』は武経七書の一つとしてもよく知られている。
『李衛公問対』によれば、李靖は陣形については諸葛亮の影響を受けており、騎兵の運用については曹操の影響を受けているようである。また同書によると、李靖は正攻法と奇策の変幻自在の運用を目標としているが、軍勢の分散・集合を究めるまでに正攻法と奇策の変幻自在の運用を究めたのは孫武のみであるとしている。また同書によると、李靖は「防御力・輸送力に秀でた戦車（偏箱車・鹿角車）は用兵の要である」として馬隆を称賛している。

## 伝記資料
- 『旧唐書』巻67 列伝第17「李靖伝」
- 『新唐書』巻93 列伝第18「李靖伝」